# 龙厦·多吉次杰

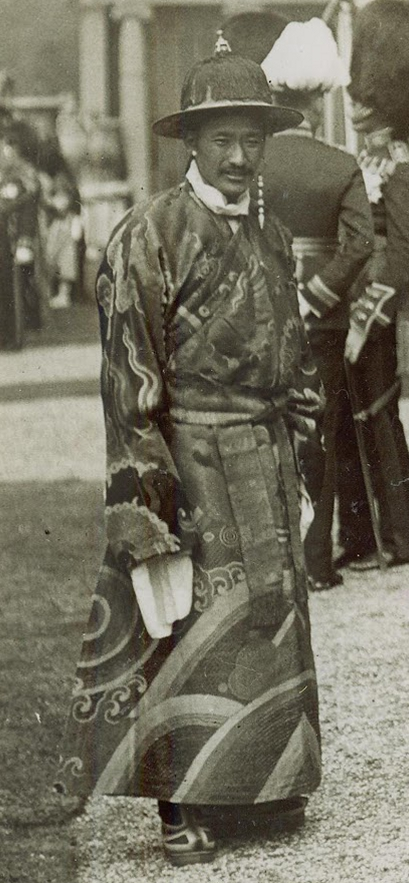
龙厦·多吉次杰

龙厦·多吉次杰（藏語：ལུང༌ཤར༌བ་རྡོ་རྗེ་ཚེ་རྒྱལ་，威利转写：lung shar ba rdo rje tshe rgyal；1881年—1940年）藏族，后藏苏龙（今谢通门县达那地区）人，噶厦官员。

## 生平

### 游历欧洲

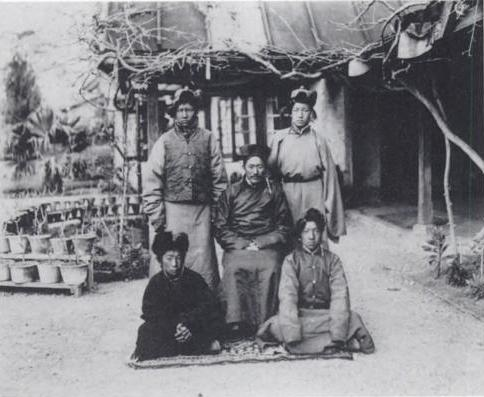
1912年至1913年间，龙厦（中坐者）和4位西藏留学生在赴英国前夕于锡金甘托克合影

龙厦·多吉次杰出生在后藏苏龙（今谢通门县达那地区）的一个贵族之家，是苏穷·西绕札巴（古代西藏红教三大活佛之一）的后裔。清朝末年，出任孜康扎巴。
1914年，四品官龙厦奉十三世达赖之命作为领队，率4名藏族贵族青年（门冲·钦绕贡桑、吉普·罗布旺堆、强俄巴·仁增多吉、郭卡尔瓦·索朗贡布）赴英国留学。这是西藏首次官派留学生赴欧美留学。龙厦随即携妻赴英国，此后又先后到过法国、意大利等国。在英国期间，他负责督促4位留学生学习，使他们分别成为勘探矿物、电机、报务、军事等方面的人才。

### 改革人物
1917年回到西藏后，受到十三世达赖重用。1920年，升任孜本，此后人称“孜本龙厦”。1921年，成为巴希列空（即军粮局）主管（俗官），与其同任主管的是仲译钦莫罗桑丹穷（僧官），改革征粮和税收制度，通过没收贵族和寺庙非法占有的土地，并增加僧俗领主的租税，从而扩大了西藏噶厦的财源，获得十三世达赖器重，但因此遭贵族领主仇恨。
1923年，升任藏军司令部顾问兼孜本，权力达到顶峰。其间，他整编了藏军，扩充为12 个代本。1931年，由于在处理尼泊尔同西藏的商务纠纷时发生失误，被免去藏军司令部顾问的职务，但仍任孜本。英国人贝尔在《十三世逹赖喇嘛传》中称，“到了1925年，逹赖喇嘛日益坚定地撇开英国，转向中国。同年，他任命了一位名叫龙厦的官员为藏军总司令。龙厦明显反英，我们的老朋友、前任总司令擦绒一贯亲英，这时，他已丢失了大部分权力，继而被贬职。”
1930年，国民政府文官处书记官刘曼卿女士持蒋介石致十三世达赖和龙厦的亲笔信赴西藏，会晤了达赖和龙厦等高层领袖。刘曼卿在拉萨期间，龙厦夫妇和刘曼卿关系特别友好。刘曼卿离开拉萨前向龙厦辞行，龙厦向她提出三条意见：一、“祈告中央，藏政府非不欲奉行三民主义，然以人之顽固，幸勿操急，徒致纷扰。以云外交，藏人决以中原行动为行动，断不致单独有所表示。”二、“闻内地军备远不及列强，请加意准备，使内足以镇变护边，外足以御侮持平为要。”三、希望刘曼卿“继续为藏努力，对中原人士亦应鼓吹其注意边事，望得间重来，吾将尽力保护。”
1933年，十三世达赖圆寂后，他支持五世热振活佛出任西藏摄政。

### 龙厦事件
龙厦从欧洲回到西藏之后，组织了“吉求贡吞”（即“快樂聯盟”）。1933年十三世达赖圆寂后，该组织积极进行秘密活动，以未及时通报达赖的病情为由，逮捕了达赖晚年寵信的土登贡培，並予以放逐。
他们经过数次策划，最后将这些建议通过请愿书上报噶厦呈摄政。该请愿书的内容主要有：“一、请准予修建十三世逹赖喇嘛灵塔；二、尽快寻访十三世逹赖喇嘛转世灵童；三、为保全政教宏业万古长青，指责赤门噶伦所做诸多不公道的事实。”
1934年初，龍廈遭到“吉求贡吞”内部的噶雪舉發，其意圖“密谋杀害噶伦赤门”，赤门向攝政熱振報告陰謀計畫，隨後躲入哲蚌寺，熱振下令在布达拉宫诱捕噶雪、龍廈，後龍廈被投入监狱。给他的罪名除了“谋害噶伦”外，还有“共产党分子”、“亲苏分子”、“想在西藏搞十月革命”、“要杀人、毁灭宗教”、“希望一个副摄政的地位，象颇罗鼐一样的王位”等等。噶厦随即组成审判团，其成员有：司伦朗敦·贡嘎钦绕旺曲、藏军总司令郎嘎尔、旺秋塔钦、拉聂尔·鲁康娃、次旺绕旦、僧官丹巴绛央。在审判中，虽然告密者也出庭作证，某些文件中也似乎透露龍廈企圖殺害赤门，但龙厦始终未承认“企图谋杀噶伦”的罪名，只是说“我们主张噶伦人选须经过选举产生，根本没有谋害噶伦之意。”最后，审判团判处龙厦剜目之刑，并永久监禁；其子革去世袭，永不叙用；其妻流放；财产全部被噶厦没收；支持龙厦的重要分子发配边远宗谿，但保留财产。后来，由于该案涉及面太广，所以涉及此案的四十多位官员都被从轻处理。
时任摄政的热振活佛后来曾经对人谈及，“逮捕龙厦这件事，我本想劝阻，可是噶伦赤门等人不听召唤，想给龙厦捎个信也不方便，我自己又不能下去，所以无可奈何。”并说，“真正坚持要对龙厦·多吉次称用刑的是地方政府的贵族。当那份对孜本龙厦处以挖眼球的判决书送到我面前，让我签字批示时，我以这是违反比丘戒律为理由，拒绝在判决书上签字。在拉鲁·次旺多吉是否是龙厦后裔这个问题上，也帮过他们忙。我考虑只要拉鲁能保住官位，龙厦家族就会有好处，因为已规定龙厦家族的子孙都不许再做官。这样拉鲁的官位才没有被撤销。”由于热振拒绝签字，龙厦的判决书最终是由司伦朗敦·贡嘎旺曲签字的。
龙厦被挖了双眼后不久，噶伦赤门自思政敌过多，希望寻找靠山。热振遂派人向赤门献计，建议其辞职，并称当下噶厦无人可用，辞职后定然不会被批准，反能提高威信，而成“铁石之背景”。赤门随即提出辞呈，但热振却在噶厦呈上的三条意见中选了“准予辞职”一条，赤门就此下台。
1934年南京国民政府赴西藏致祭十三世达赖圆寂的专员黄慕松在《黄慕松奉使入藏册封并致祭达赖大师报告书》中称龙厦乃“反汉最力之人”，龙厦改革是亲英派谋夺西藏政府的活动。嘉央諾布則認為龙厦促成新軍解散、鞏固保守的寺院勢力、班禪出走，因此主張龍廈並非改革派，他的動機是為了謀求個人權力。K·顿珠的著作也將他形容為「邪恶……狂妄有野心……自私自利」。

### 晚年生活
1939年，南京国民政府派吴忠信作为中央大员赴西藏。当时，早已因受刑而失去双眼的龙厦得知吴忠信到来，便派人给吴忠信送去铜佛一尊，吴忠信乃派随行官员朱少逸到龙厦家慰问。龙厦“叩谢不已”，并表示“自吴委员长莅藏，全藏欢腾，龙以双目失明，行动不便，未得趋前叩谒，一聆训诲，实为终天恨事。日前，曾拟令三小儿至行辕叩见，复惧藏政府见疑，或将不利于孺子，欲行又止，然龙内心中，固无时不为吴委员长祝福也！”他对朱少逸说，“中央特派主管边政长官来藏，复为西藏历史上之第一次，尤甚望吴委员长能乘机有所决断……中央爱护藏民，众所周知，然龙仍愿不揣冒昧，向吴委员长有所建议。”他提出，“今中央主管大员来藏，彻底解决藏事，实易如反掌耳！果中央尚以西藏为中国之领土，则解决藏事，不容再缓。”他还表示，若时间允许，他将全力效力。在得知吴忠信一行只在西藏停留十天左右时，龙厦有所失望。
朱少逸对龙厦称，
吴委员长深知先生之为人，并深佩先生目光之远大。故派鄙人来此，稍致慰问之意。吴委员长对一切藏人之思想纯正，而且有爱国爱民之热诚者，无不推重之，爱护之，初不因地位之高低而有轩轾，先生虽在西藏政治上失败，然在吾人视之，此种失败正极光荣，数十年后，藏人终将了解先生为改进藏政而牺牲之精神，此乃先生流芳百世之大事业也，幸勿以事之成败及身为罪犯而自暴自弃。
1940年，龙厦·多吉次杰逝世。

## 家庭

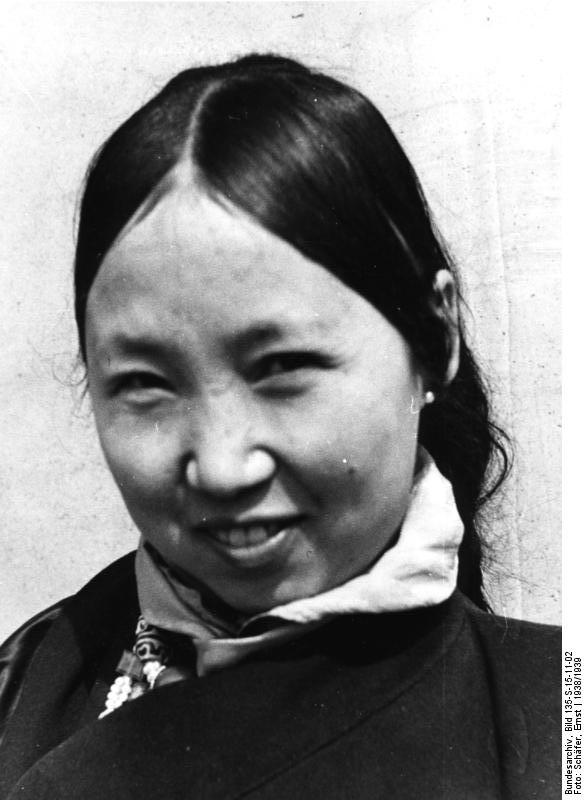
龙厦妻子Tenzin Dölkar 43歲時攝。1939年。

- 妻：Tenzin Dölkar
- 子：拉鲁·次旺多吉